# Wadim Walentinowitsch Sagladin
Wadim Walentinowitsch Sagladin (russisch Вадим Валентинович Загладин; * 23. Juni 1927 in Moskau; † 17. November 2006 ebenda) war ein sowjetischer Politikwissenschaftler und persönlicher Berater von Leonid Breschnew und Michail Gorbatschow.
Sagladin schloss ein Studium an dem Moskauer Staatlichen Institut für Internationale Beziehungen mit einem Diplom ab, an dieser Hochschule lehrte er von 1949 bis 1956. Er war von 1964 bis 1988 Erster Stellvertretender Leiter der Internationalen Abteilung  des Sekretariats des Zentralkomitees der KPdSU, ZK-Sekretäre waren seinerzeit Boris Nikolajewitsch Ponomarjow und Anatoli Fjodorowitsch Dobrynin. Für Breschnew verfasste er verschiedene Reden. 1990 wurde er Mitglied des Zentralkomitees der KPdSU. Von 1988 bis 1991 war er als Leiter der Internationalen Abteilung engster Berater von Michail Gorbatschow. Er gilt als eigentlicher Architekt von Glasnost, Perestroika und Außenpolitik der Sowjetunion. Nach 1991 war er bis zu seinem Tod als Berater für die Gorbatschow-Stiftung tätig.
2004 wurde ihm  der Planetary Consciousness Prize verliehen. Er veröffentlichte verschiedene Bücher über internationale Beziehungen. Sagladin war Vizepräsident der Association for Euro-Atlantic Cooperation (AEAC), die sich für bessere Beziehungen zwischen Russland und der NATO einsetzt.

## Werke (Auswahl)
- Globale Probleme der Gegenwart mit Iwan Frolow, Dietz-Verlag, Berlin 1982
- Zum Frieden gibt es keine vernünftige Alternative (Originaltitel: Mir - al'ternativy net), 1987, Dietz-Verlag, Berlin, ISBN  3-320-00975-3
- Und jetzt Weltinnenpolitik: die Außenpolitik der Perestroika (Vorwort von Theo Sommer), Horizonte-Verlag, Rosenheim 1990, ISBN 3-926116-18-8
- Das neue Denken: Politik im Zeitalter der Globalisierung mit Michail Gorbatschow und Anatoli Tschernjajew, Goldmann-Verlag, München 1997, ISBN 3-442-12754-8